# 飛輪矩
飛輪矩（inertia effect或inertia moment）簡稱為GD2，是在馬達控制上和轉動慣量有相近意義的物理量。有些資料的飛輪矩單位和轉動慣量相同，有些資料的飛輪矩單位和轉動慣量差了一個加速度。

## 和轉動慣量單位相同的飛輪矩
其公式如下
{\displaystyle GD^{2}=MD^{2}=4J,}
其中
M為質量，單位公斤
D為迴轉直徑，是迴轉半徑的2倍。
J為轉動慣量。
此定義下的飛輪矩單位為kg-m2，為轉動慣量J的4倍。

## 和轉動慣量單位不同的飛輪矩
此定義是用物體的重量代替質量，其公式如下
{\displaystyle GD^{2}=GD^{2}=4Jg,}
其中
G為重量，單位牛頓
D為迴轉直徑，是迴轉半徑的2倍。
J為轉動慣量。
g為重力加速度。
此定義下的飛輪矩單位為N-m2，為4倍轉動慣量J乘以重力加速度。